# Namua
Namua  también escrito Namu'a es una pequeña isla deshabitada de la costa este de la isla de Upolu, en Samoa, en el Océano Pacífico, tiene una superficie de 20 hectáreas (equivalentes a 0,20 kilómetros cuadrados).
La isla está a 10 minutos en bote de la isla de Upolu y tiene playas con instalaciones para los visitantes. Hay miradores y se tarda aproximadamente una hora de caminar alrededor de la isla.
Namua es una de las cuatro pequeñas islas parte del archipiélago de Aleipata.
Al este de la isla se encuentra la isla de Fanuatapu. Al oeste, la isla principal de Upolu, a la que se tarda unos 10 minutos en barco.